# Ceratogymna
Ceratogymna ist eine Gattung der Nashornvögel (Bucerotidae), deren Vertreter im westlichen Subsahara-Afrika beheimatet sind. Ein deutscher Name ist nicht etabliert. Sie werden jedoch manchmal als Waldhornvögel bezeichnet.
Wie alle Nashornvögel sind auch die Arten, die zur Gattung Ceratogymna gehören, Höhlenbrüter. Das Weibchen verbringt mehrere Wochen in einer Baumhöhle, deren Zugang bis auf einen schmalen Spalt zugemauert ist. Durch diesen schmalen Spalt füttert das Männchen sie und später auch die Jungvögel.
Zwei Arten werden der Gattung zugerechnet. Der Schwarzhelm-Hornvogel wird von der IUCN als ungefährdet (least concern) eingestuft.
Die Population des Goldhelm-Hornvogels dagegen gilt als gefährdet.

## Merkmale
Ceratogymna sind mit einer Körperlänge von 60 bis 70 Zentimeter große Hornvögel. Das Körpergefieder ist überwiegend schwarz. Beide Arten haben sehr große unbefiederte Stellen im Gesicht, Kehllappen und große aufblasbare nackte Kehlflecken. Es besteht ein ausgeprägter Geschlechtsdimorphismus: Die Weibchen beider Arten haben rotbraunes Kopf- und Halsgefieder. Bei den Männchen dagegen sind auch Kopf und Hals schwarz.

## Verbreitungsgebiet
Beide Arten sind im westlichen Subsahara-Afrika beheimatet. Der Schwarzhelm-Hornvogel kommt in Guinea, Liberia, Elfenbeinküste, Ghana, Togo, Benin, Nigeria, Kamerun, Gabun, Konto, Zaire, Zentralafrikanische Republik, Süden, Uganda und Angola vor. Der Schwarzhelm-Hornvogel ist außerdem der einzige Hornvogel, der auf der Insel Bioko vorkommt.
Das Verbreitungsgebiet des Goldhelm-Hornvogels überlappt sich teilweise mit dem des Schwarzhelm-Hornvogels. Er kommt im Senegal, Gambia, Guinea-Bissau, Guinea, Sierra Leone, Liberia, an der Elfenbeinküste, in Ghana, Togo, Benin, Nigeria und Kamerun vor. Die Verbreitung ist in diesem großen Gebiet nicht zusammenhängend.

## Arten
Die folgenden zwei Arten werden zur Gattung gerechnet:
- Schwarzhelm-Hornvogel (Ceratogymna atrata), auch Keulenhornvogel genannt
- Goldhelm-Hornvogel (Ceratogymna elata), auch Palmhornvogel genannt

## Einzelbelege
1. ↑   Ceratogymna atrata in der Roten Liste gefährdeter Arten der IUCN 2016.1. Eingestellt von: BirdLife International, 2016. Abgerufen am 22. Dezember 2016.
2. ↑   Ceratogymna elata in der Roten Liste gefährdeter Arten der IUCN 2016.10. Eingestellt von: BirdLife International, 2016. Abgerufen am 22. Dezember 2016.